# İrfan Başaran
İrfan Başaran (* 20. Dezember 1989 in Yüreğir) ist ein türkischer Fußballspieler.

## Karriere
İrfan Başaran begann mit dem Vereinsfußball in der Jugend von Marmaris Belediye GSK und wechselte von dort aus 2002 in die Jugend von Galatasaray Istanbul. 2002 erhielt er hier einen Profi-Vertrag, spielte aber erst weiter für die Jugendmannschaften und später für die Reservemannschaft. Er nahm mit dem Profi-Team am Saisonvorbereitungscamp für die Spielzeit 2008/09 teil, wurde aber anschließend in die Liste für die Spieler die ausgeliehen werden sollen aufgenommen. So verbrachte er die Saison beim damaligen Drittligisten Beylerbeyi SK.
Zur Saison 2009/10 wechselte er dann samt Ablöse zum damaligen TFF 1. Lig-Klub Orduspor. In seiner ersten Saison kam er zu regelmäßigen Einsätzen. In seiner zweiten Saison kam er deutlich weniger zum Einsatz, schaffte aber mit seinem Verein den Aufstieg in die höchste türkische Spielklasse, der Süper Lig. Başaran hatte mit seinen beiden Toren in der Play-off-Phase maßgeblichen Anteil an diesem Erfolg. In seiner ersten Süper-Lig-Saison kam er auf acht Ligapartien.
Zur Saison 2012/13 wurde Başaran an den neuen Zweitligisten Adana Demirspor ausgeliehen. Zur Wintertransferperiode 2012 verließ er nach einer Vertragsauflösung Adana Demirspor. Für die Rückrunde der Spielzeit 2012/13 lieh man Başaran an Bucaspor aus.
Im Sommer 2013 verließ Başaran nach vier Jahren Orduspor endgültig und wechselte innerhalb der TFF 1. Lig zu Samsunspor. Nachdem der Wechsel zu Samsunspor in letzter Instanz nicht zustande gekommen war, wechselte Başaran zu Kahramanmaraşspor. Bereits zur nächsten Winterpause verließ er diesen Klub Richtung Ligarivale Fethiyespor.
Zum Sommer 2014 wechselte er zum Drittligisten Yeni Malatyaspor. Mit diesem Verein erreichte er am 34. Spieltag der Saison 2014/15, dem letzten Spieltag der Saison, die Meisterschaft und damit den Aufstieg in die TFF 1. Lig. Mit diesem Verein beendete er die Saison 2016/17 als Vizemeister und stieg mit ihm in die Süper Lig auf. Zur Saison 2017/18 wurde er vom Zweitligisten Boluspor verpflichtet. Im Sommer 2018 zog er zum Drittligisten Samsunspor weiter.

## Nationalmannschaftskarriere
Başaran fing früh an für die türkischen Jugendnationalmannschaften zu spielen. Er durchlief ab der U-16 die U-17 und U-18 Jugendmannschaften.

## Erfolge
Mit Yeni Malatyaspor
- Meister der TFF 2. Lig und Aufstieg in die TFF 1. Lig: 2014/15
- Vizemeister der TFF 1. Lig und Aufstieg in die Süper Lig: 2016/17